# Японський годинник

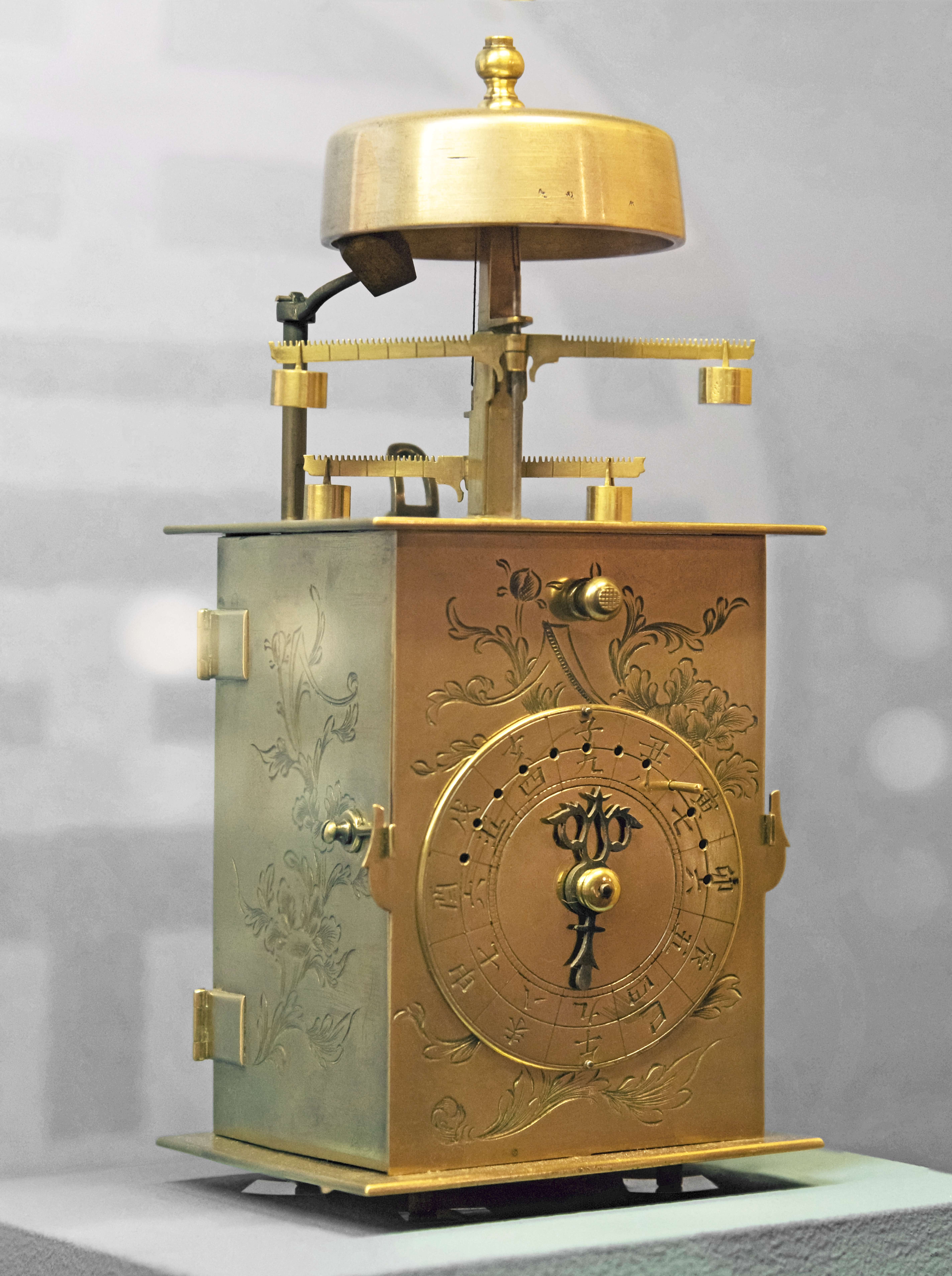
Японський годинник вадокей середина періоду Едо

Традиційний японський годинник (яп. 和時計, вадокей) — японський настільний механічний годинник, призначений для визначення часу в спеціальних одиницях.

## Опис

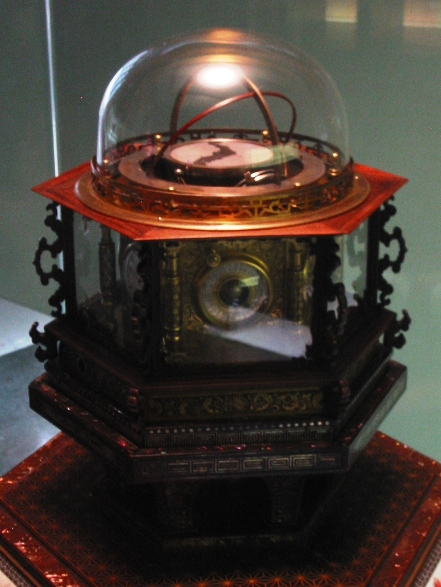
«Вічний» японський годинник, 1851 рік (Національний музей науки Токіо)

Японський годинник використовував дванадцятигодинну систему, доба ділилась на дві частини, відповідно частини ділились на 6 денних і 6 нічних проміжків — «годин». Відлік денних годин починався від світанку, нічних — від заходу.
На відміну від традиційної європейської системи вимірювання часу зі сталою величиною години, в японській системі денні години були довшими влітку і коротшими взимку, і навпаки.
У японському годиннику використовувався додатковий механізм для звукової індикації часу, іншими словами це був годинник з боєм. Годинник відбивав від 9 до 4 ударів, сигнали від 1 до 3 були означали початок молитви у буддистів, тому не використовувалися. На початок денного і нічного періодів (світанок і захід) годинник відбивав шість ударів.
Відлік часу вівся у зворотному напрямку. Такий порядок відліку зберігся через традиційне використання японцями процесу горіння пахощів для вимірювання часу, при цьому відраховувалася кількість часу, що залишився.
Назви годинних проміжків не були пов'язані з числом ударів дзвону. Кожній «годині» відповідав знак однієї з тварин традиційної східної системи знаків зодіаку, за яким її і називали.
| Знак зодіаку | Символ       | Цифра | Кількість ударів |          |
| ------------ | ------------ | ----- | ---------------- | -------- |
| Кролик       | 卯 (у)       | 六    | 6                | світанок |
| Дракон       | 辰 (тацу)    | 五    | 5                |          |
| Змія         | 巳 (мі)      | 四    | 4                |          |
| Кінь         | 午 (ума)     | 九    | 9                | полудень |
| Коза         | 未 (хіцуджі) | 八    | 8                |          |
| Мавпа        | 申 (сару)    | 七    | 7                |          |

| Знак зодіаку  | Символ    | Цифра | Кількість ударів |        |
| ------------- | --------- | ----- | ---------------- | ------ |
| Півень        | 酉 (торі) | 六    | 6                | захід  |
| Собака        | 戌 (іну)  | 五    | 5                |        |
| Свиня (кабан) | 亥 (і)    | 四    | 4                |        |
| Щур (миша)    | 子 (не)   | 九    | 9                | північ |
| Бик           | 丑 (уші)  | 八    | 8                |        |
| Тигр          | 寅 (тора) | 七    | 7                |        |

Вадокей були вельми неточними механізмами, до того ж складними в експлуатації через необхідність щоденного налаштування. Вартість такого годинника сягала 60 річних зарплат простого робітника, дозволити їх собі могли тільки дуже багаті люди.

## Історія
Механічний годинник у XVI столітті завезли в Японію нідерландські торговці. Годинники, виготовлені з латуні або заліза, переважно мали форму, що нагадує старовинний ліхтар. Спочатку перші японські годинники були імітацією завезених зразків, згодом, для відповідності традиціям і звичаям Японії, їх пристосували до японської системи обчислення часу.
У XVI столітті в європейських годинниках ще не використовувалися маятник і балансирна пружина, тому вони також не увійшли до числа запозичених технологій. З початком періоду ізоляції японським винахідникам довелося самостійно вдосконалити годинникові механізми.
1873 року згідно з Указом японського уряду в країні введено західну систему обчислення часу зі сталою величиною години і григоріанський календар.

## Принцип роботи і будова

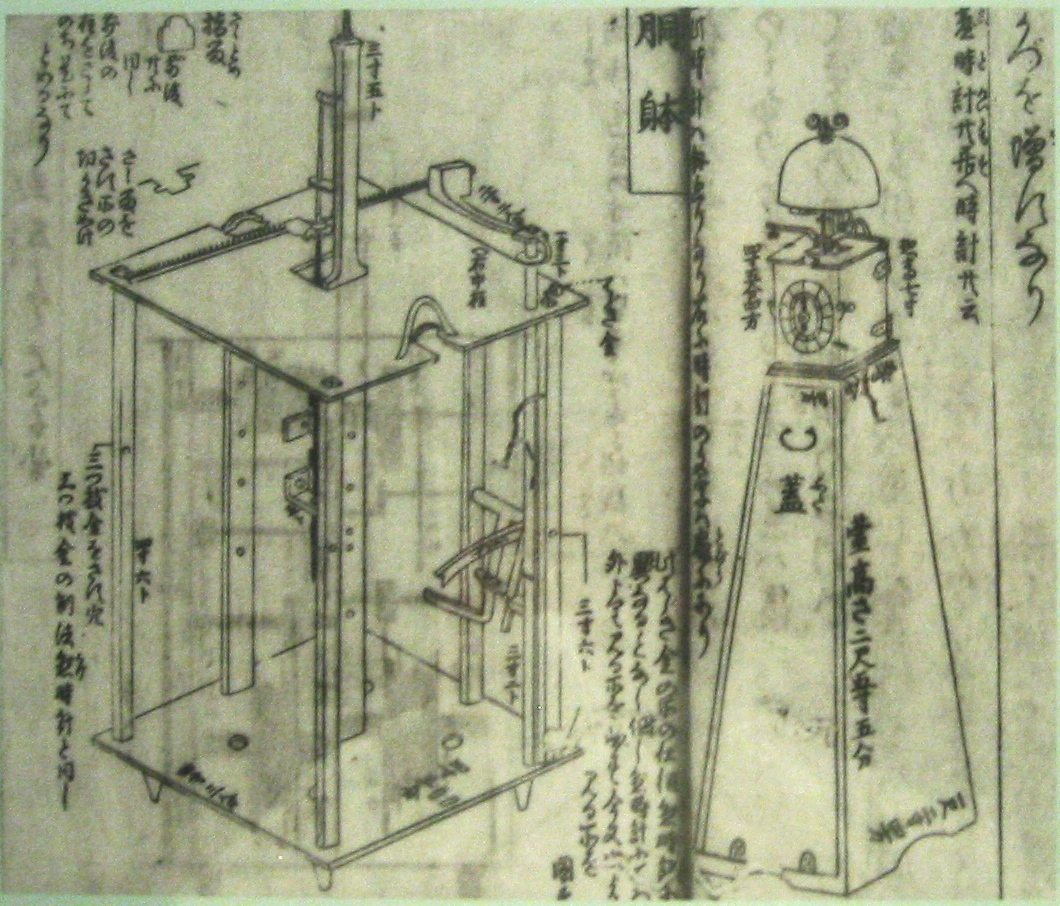
Годинниковий механізм

Більшість японських годинників використовували в роботі складну систему противаг. Подібні механізми використовувалися в японських механічних ляльках каракурі.
У деяких японських годинниках використовувалася система, що складається з двох різних спускових механізмів (горизонтальних маятників), один використовувався для денних «годин», другий — для нічних. У ранніх моделях японських годинників перемикання між ними виконували вручну.